# Бєлінський Григорій Онуфрійович
Григо́рій Ону́фрійович Бєлі́нський (10 травня 1932, с. Вербка Летичівського району Хмельницької області  — 23 березня 2023, Житомир) трубач, педагог. 3аслужений працівник культури України

## Життєпис
Закінчив Житомирське музичне училище (1960, кл. Й. Древецького) та Одеську консерваторію (1965, кл. труби доц. І. Леонова).
У 1958—61 та 1968—72 роках — артист оркестру Житомирського обласного муз.-драматичного театру ім. І. Кочерги.
1960—61 — артист естрадних оркестру кінотеатрів м. Житомира.
1961—65 — викладач Житомирського культурно-освітнього училища, викладач Кіровоградського музичного училища.
З 1965 — викладач кл. труби Житомирського музичного училища, завідувач відділу духових та ударних інструментів.
Виховав багатьох трубачів та диригентів високої кваліфікації.

## Літературні твори
- Методико-виконавський аналіз педагогічного репертуару: Метод, посібник для студентів кл. труби муз. училищ. — Житомир, 2000; *Сценічне хвилювання та шляхи його подолання // Всеукр. брасс-бюллетень: Профес. муз. журнал. — 2002. — № 9;
- Викладач з фаху як творець особистості музиканта-виконавця // Там само. — 2004. — № 10;
- Духовність і духова музика // Новини Олевщини. — 1997. — 4 лют.;
- Зійдіте, музи, з Гелікону // Орієнтир. — 1998. — 9 лип.